# 山西残留日本军队
山西残留日本军队是指1945年8月15日日本宣告无条件投降後，未被解除武装、遣返日本，仍在中华民国山西省成编制参加第二次国共内战的部队。日本华北方面军第一军高层和阎锡山秘密协议，将第一军部分部队以铁道维修队的名义留在山西，与阎锡山的山西军队一道参加对中共军队的作战，以“防止山西赤化”。1949年，中共军队攻下山西，山西残留日本军队也被击溃；最后一支残留日本部队在太原被击败，大部被俘。原第一军司令官澄田𧶛四郎在阎锡山安排下潜回日本，大部分被俘日军在1954年后被遣返日本。

## 经历
1945年8月15日，昭和天皇发布诏书无条件投降。9月9日，日本中国派遣军總司令官冈村宁次向中国陆军总司令何应钦递交降书。按照《波茨坦公告》和国际法规定，日本须要永久削除军国主义，军队完全解除武装後驱出被侵略国的国土，遣返日本。日本华北方面军第一军司令澄田𧶛四郎、第一军参谋长山冈道武、参谋岩田清一、山西省政府顾问辅佐官城野宏、第114师团师团长三浦三郎和山西产业株式会社社长河本大作秘密策划将日军一部分势力留在中国，作为日后再次侵略的伏兵。事实上，冈村宁次在签订投降书以后也曾经向何应钦提出，可以让华中长江与黄河的30万日军“暂不缴械”，帮助国军围剿中共。这一提议被中国政府拒绝。但阎锡山认为自己派系的军队实力不够，希望能借助日军作为攻打中共的本钱。而驻山西的日军也希望藉助山西省的资源达到战败后日本的复兴。因此，阎锡山与澄田𧶛四郎等驻山西日军高层达成协议，将一部分日军在阎锡山的庇荫下继续作为成建制的军队留在山西。
1945年8月上旬至9月上旬，阎锡山在与澄田𧶛四郎等人密谈时已经提到“日本武力寄存问题”。不久之后在密谈中达成协议。10月，阎锡山和日本华北方面军组成“合谋社”，具体策划留驻日军问题。日军在名义上采用“个别发动”、“志愿残留”的方式，澄田𧶛四郎等人成立了“山西地区日本官兵善后联络部”，实际上仍然通过军中电令方式将留下的军人收编指挥。然后阎锡山以组建“特务团”、铁路公路修复部队的名义向联络部发出征用令。1946年1月至2月，阎锡山分两次征用日军部队共11,000人。为了让日本军人自愿留下，城野宏制作了《日本人的立场》的小册子在驻山西日军传播，其中内容大体是：日本不可能永远战败，美苏之间爆发战争时日本就可以乘机复兴，而本土日军解除武装后难以重新准备，所以须要在山西保留武力，卧薪尝胆。另一方面中国赤化会影响天皇制度，所以出于爱国应当帮助国军。而且日本战后社会必然动荡，而留在山西的话，阎锡山可以提供优厚待遇等等。此外，中层军官也对属下进行了强迫、恐吓、威胁、诱骗等手段，使一部分日军留下。4月，响应征用令的日军达到6,700人左右，第一军的多位高层则成为了阎锡山的军事顾问。
山西军收编残留日军的情况也被中共等各方察觉，盟军负责调停的三人组也开始调查此事。为此日本华北方面军明面上下令停止日军携带武器滞留中国，但暗中仍然秘密执行残留计划，同时也将大量军人的身份改为“技术人员”，让他们能够以正常的身份留在中国。
由于计划泄漏，山西军收编的残留日军在1946年上半年只能以分散隐蔽的方式存在。1946年5月起，阎锡山将各个分散的日军武装组编为山西保安总队。6月起设立总司令部，由中国人出任总司令，而由岩田清一做高级参谋并掌握实权。1947年3月起，总司令部改名为“山西野战军司令部”。1947年6月起又改编为“陆军暂编独立第十总队”，1948年3月後改为“太原绥靖公署教导总队”。成为第十总队后，日军部队掌握了很大的「独立指挥权」、「人事任免权」等权力，提出了“复兴皇国，恢弘天业”的宗旨。司令部办公住所沿用原第一军司令部的旧址，自称“复兴楼”。第十总队人员编制以日本军人为骨干，大部分为中国军人（总计日本人2,447人，中国人7,279人）。

### 引用
1. 1 2 3  赵知云. . 《文史月刊》. 2005, (2): 63.
2. ↑  城野宏. .   [2017-08-31]. （原始内容存档于2017-08-31）.
3. ↑  城野 宏. . 日本: 不昧堂出版. 2010-10.
4. ↑  城野 宏. . 雪華社. 1967年.